# Carineta
Carineta é um gênero de hemípteros herbívoros, endêmicos da América Latina que possui cerca de 75 espécies catalogadas sendo que 22 delas ocorrem no Brasil. 
Importantes pragas agrícolas, como pragas do cafeeiro fazem parte deste gênero.

## Distribuição geográfica
As espécies de Carineta spp distribuem-se pelos seguintes países em ordem decrescente de frequência confirmada: Costa Rica, Guiana Francesa, Equador, Brasil, Nicarágua, Peru, Paraguai, Colômbia, Guiana e México.
As espécies de Cariniana associadas ao café são: C. matura (Dist.) que é encontrada no estado de Minas Gerais e na Venezuela; C. fasciculata (Germ.) que é encontrada na Argentina, Bolívia e Paraguai; e C. spoliata (Walk.), que além de ser encontrada nos mesmos países da anterior, também se encontra na Colômbia, Peru, Venezuela e no Brasil somente em Minas Gerais.

## Espécies[1]
- C. aestiva Distant, 1883
- C. apicalis Distant, 1883
- C. apicoinfuscata Sanborn, 2011
- C. aratayensis Boulard, 1986
- C. argentea Walker, 1852
- C. basalis Walker, 1850
- C. boliviana Distant, 1905
- C. boulardi Champanhet, 1999
- C. calida Walker, 1858
- C. carayoni Boulard, 1986
- C. cearana Distant, 1906
- C. centralis Distant, 1892
- C. cinara Distant, 1883
- C. cingenda Distant, 1883
- C. congrua Walker, 1858
- C. crassicauda Torres[desambiguação necessária], 1948
- C. criqualicae Boulard, 1986
- C. cristalinea Champanhet, 2001
- C. crocea Distant, 1883
- C. crumena Goding, 1925
- C. cyrili Champanhet, 1999
- C. detoulgoueti Champanhet, 2001
- C. diardi (Guérin-Méneville, 1829)
- C. dolosa Boulard, 1986
- C. doxiptera Walker, 1858
- C. durantoni Boulard, 1986
- C. ecuatoriana Goding, 1925
- C. fasciculata (Germar, 1821)
- C. fimbriata Distant, 1891
- C. garleppi Jacobi, 1907
- C. gemella Boulard, 1986
- C. genitalostridens Boulard, 1986
- C. guianaensis Sanborn, 2011
- C. illustris Distant, 1905
- C. imperfecta Boulard, 1986
- C. indecora (Walker, 1858)
- C. lichiana Boulard, 1986
- C. limpida Torres, 1948
- C. liturata Torres, 1948
- C. lydiae Champanhet, 1999
- C. maculosa Torres, 1948
- C. martiniquensis Davis, 1934
- C. matura Distant, 1892
- C. modesta Sanborn, 2011
- C. naponore Boulard, 1986
- C. peruviana Distant, 1905
- C. picadae Jacobi, 1907
- C. pilifera Walker, 1858
- C. pilosa Walker, 1850
- C. platensis Berg, 1882
- C. porioni Champanhet, 2001
- C. postica Walker, 1858
- C. producta Walker, 1858
- C. propinqua Torres, 1948
- C. quinimaculata Sanborn, 2011
- C. rubricata Distant, 1883
- C. rufescens (Fabricius, 1803)
- C. rustica Goding, 1925
- C. scripta Torres, 1948
- C. socia Uhler, 1875
- C. spoliata (Walker, 1858)
- C. strigilifera Boulard, 1986
- C. submarginata Walker, 1850
- C. tetraspila Jacobi, 1907
- C. tigrina Boulard, 1986
- C. titschacki Jacobi, 1951
- C. tracta Distant, 1892
- C. trivittata Walker, 1858
- C. turbida Jacobi, 1907
- C. urostridulens Boulard, 1986
- C. ventralis Jacobi, 1907
- C. ventrilloni Boulard, 1986
- C. verna Distant, 1883
- C. viridicata Distant, 1883
- C. viridicollis (Germar, 1830)